# Královská hrobka v Cetinje
Královská hrobka v Cetinje spolu s přilehlým královským pohřebištěm sloužila jako místo k pohřbívání členů dynastie Petrović-Njegoš a tedy pozdější černohorské královské rodiny.

## Historie
V roce 1988 dala Vláda Černé Hory (tehdy v rámci Socialistické federat. republiky Jugoslávie) rozkaz k vystavění nové královské hrobky v bývalé metropoli Cetinji v prostorách cetinjského kláštera. Později bylo vystavěno i královské pohřebiště.

### Rok 1989
Ministerstvo zahraničních věcí Černé Hory nakonec v roce 1989 dojednalo smlouvy o převezení ostatků krále Nikoly I. Petroviće-Njegoše a královny Mileny Vukotić ze San Remo v Itálii. V samotné královské hrobce jsou nyní mohyly tohoto královského páru.

### Rok 2000
V roce 2000 dojednalo Ministerstvo zahraničních věcí (v rámci Svazové republiky Jugoslávie) i převoz ostatků dalších členů královské rodiny - princezny Zorky (ostatky převezeny z Bělehradu), prince Andreje (z kláštera), korunního prince Daniela III. Peroviće-Njegoše a jeho manželky, korunní princezny Jutty Meklenburské (z Vídně), princezny Anny (z La Vallety), prince Mirka (z Vídně), prince Stefana (z Bordeaux), korunního prince Michaela (z paříže), prince Emanuela (z Montreux), princezny Sofie (z kláštera), Xenie a Věry (z Montreux), a prince Petra (z Nikšiće).

## Současnost
Po smrti korunní princezny Francine Navarroové (manželky současného pretendenta trůnu Nikoly II. Petroviće-Njegoše) roku 2008 se uvažovalo o jejím možném pohřbení na královském pohřebišti. Z důvodů přítomnosti zbytku současné královské rodiny v Paříži však byla princezna Francine pohřbena na pařížském hřbitově Père Lachaise.
V současnosti je jak hrobka s ostatky krále a královny, tak pohřebiště přístupné veřejnosti. V roce 2011 se plánuje rekonstrukce interiérů hrobky a uvažuje se o přesunutí ostatků králových rodičů vv. Mirka Petroviće-Njegoše, Anastázie Martinovićové do prostorů pohřebiště, stejně tak jako ostatků vladyky Daniela II. a jeho ženy Darinky Kvakićové.
Pro Černohorce tato posvátná památka symbolizuje pád komunismu a každoročně se zde pořádá několik přehlídek, oslavující Černohorské království a členy dynastie Petrović-Njegoš.